# Mollisquama parini
Espèce
Statut de conservation UICN

 LC  : Préoccupation mineure
Mollisquama parini est une espèce de petits requins ovovivipares de la famille des Dalatiidae.

## Répartition

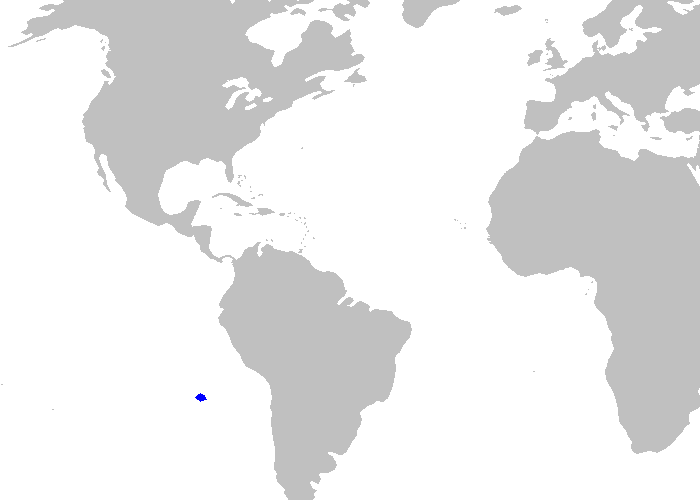
Zone de capture de Mollisquama parini.

Cette espèce n'est connue que d'un unique spécimen collecté dans l'océan Pacifique au large des côtes chiliennes à une profondeur de 330 m. Pour autant elle ne peut être rattachée à tel ou tel pays ayant été capturée dans les eaux internationales.

## Description
C'est un requin ovovivipare,.

## Classification
Le nom valide complet (avec auteur) de ce taxon est Mollisquama parini Dolganov (d), 1984.

### Étymologie
Son épithète spécifique, parini, lui a été donnée en l'honneur de l'ichtyologiste Nikolai Vasilyevich Parin (d) (1932-2012).

### Publication originale
- (ru + en) V. N. Dolganov, « A new shark from the family Squalidae caught on the Naska submarine ridge », Zoologicheskii Zhurnal, Russie, vol. 63, no 10,‎ 1984, p. 1589-1591 (ISSN 0044-5134).